# Domašín
Domašín (575 m) – szczyt w Luczańskiej części Małej Fatry na Słowacji, stanowiący zakończenie północno-wschodniego końca jej głównej grani. Wznosi się w miejscowości Nezbudská Lúčka, tuż nad lewym brzegiem rzeki Wag, która przebija się głębokim przełomem zwanym Streczniańskim Przesmykiem przez Małą Fatrę, wokół Domašína tworząc wielkie zakole. Wag opływa Domašín z trzech stron, tak, że z masywem Małej Fatry Luczańskiej (a dokładniej z wierzchołkiem Rakytie) łączy się on wąskim przesmykiem. Przesmyk ten przebito dwoma tunelami dla jednokierunkowej linii kolejowej. Natomiast droga krajowa nr 18 biegnie podnóżami  Domašína, czasami tuż nad Wagiem na betonowych murach
Domašín jest zalesiony. Na jego północno-wschodnich stokach wycięto dużą polanę. Stoją na niej 3 budynki nieznanego przeznaczenia. Większość stoków Domašína to obszar ochrony ścisłej o nazwie Domašínsky meander.